# 唐桑
唐桑（法語：Tencin，法語發音：[tɑ̃sɛ̃]）是法国伊泽尔省的一个市镇，位于该省东北部，伊泽尔河左岸，属于格勒诺布尔区。

## 地理
唐桑（45°18'34"N, 5°57'37"E）面积6.75 平方千米，位于法国奥弗涅-罗讷-阿尔卑斯大区伊泽尔省，该省份为法国东南部内陆省份，北起顺时针与安省、萨瓦省、上阿尔卑斯省、德龙省、阿尔代什省、卢瓦尔省和罗讷省。
与唐桑接壤的市镇（或旧市镇、城区）包括：贡斯兰、兰班、拉皮埃尔、拉泰拉斯、泰斯。

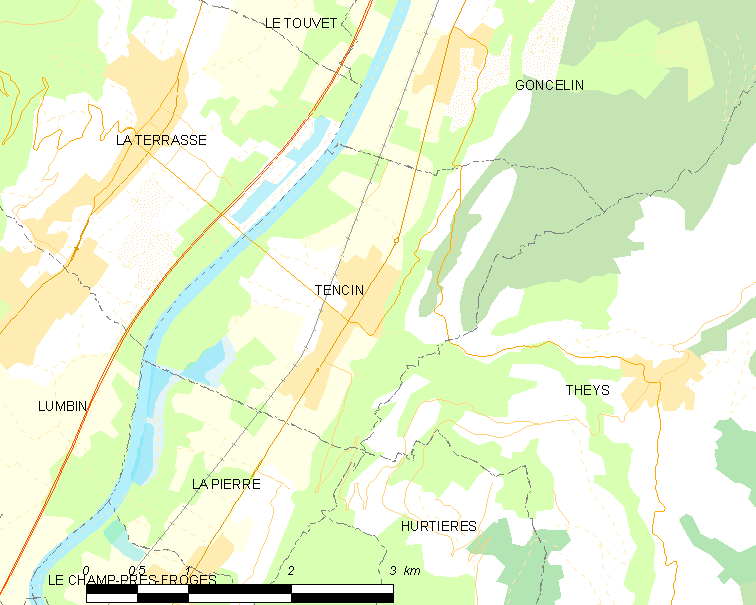
唐桑的OSM定位图

唐桑的时区为UTC+01:00、UTC+02:00（夏令时）。

## 行政
唐桑的邮政编码为38570，INSEE市镇编码为38501。

## 政治
唐桑所属的省级选区为上格雷西沃当县。

## 人口

1962-2008年间唐桑人口变化图示

唐桑于2022年1月1日时的人口数量为2132人。

## 交通
伊泽尔省省道D29线、D30线、D255线和D523线在唐桑境内交汇。